# Amy Tan
Amy Tan (Oakland, 19 de fevereiro de 1952) é uma escritora estadunidense contemporânea, autora de várias obras de ficção, de romances, de literatura infantil, com adaptações televisivas.

## Biografia
É filha de imigrantes chineses, nascida em Oakland, Califórnia, Estados Unidos em 19 de fevereiro de 1952 - conforme informações do seu site pessoal. Amy Tan fez parte de seus estudos na Suíça, em Montreux.

## Produção literária
O seu livro Joy Luck Club foi transformado em filme de muito sucesso em 1993, O Clube da Sorte e da Alegria. 
Uma das características marcantes de seus escritos, obras em que reflete sobre as relações familiares, com ênfase no relacionamento mãe-filha, é a representação de sua perspectiva sino-americana, da chamada literatura etno-minoritária que aflorou nos Estados Unidos por volta da década dos anos 1980, vindo a se estabelecer como uma nova categoria literária no mercado americano.

## Obras
- O clube da sorte e da alegria (no original The Joy Luck Club) 1989
- A esposa do deus do fogo (no original The Kitchen God's Wife) 1991
- A dama da lua (no original The Moon Lady) 1992
- Os cem sentidos secretos (no original The Hundred Secret Senses) 1995
- A filha do curandeiro (no original The Bonesetter's Daughter) 2000
- O oposto do destino (no original The Oposite of Fate) 2001
- Um lugar sem nome (no original Saving Fish from Drowning) 2005
- Vale do encantamento: A saga de três gerações de mulheres (no original  The Valley of Amazement) 2013